# Güntersdorf (Schweitenkirchen)
Güntersdorf ist ein Gemeindeteil von Schweitenkirchen im oberbayerischen Landkreis Pfaffenhofen an der Ilm. Das Kirchdorf liegt circa zwei Kilometer südlich von Schweitenkirchen und ist über die Kreisstraße PAF 6 zu erreichen.

## Geschichte
Der Ort wird 860 als „Cundharesdorf“ erstmals erwähnt. Ein Ortsadel wird erstmals 1031–1039 überliefert.
Güntersdorf wurde am 1. Mai 1978 als Ortsteil der zuvor selbständigen Gemeinde Aufham im Rahmen der Gemeindegebietsreform nach Schweitenkirchen eingegliedert.

## Baudenkmäler
Siehe auch: Liste der Baudenkmäler in Güntersdorf
- Katholische Pfarrkirche St. Joseph
- Kriegerdenkmal

## Bodendenkmäler
Siehe: Liste der Bodendenkmäler in Schweitenkirchen